# أفعى مغزلية
الأَفْعَى المِغْزَلِيَّة (الاسم العلمي: Atractaspis)، جنس أفاعي سامة من فصيلة الثعبانيات الساطعة.
الجنس يستوطن في إفريقيا والشرق الأوسط. يشتمل الجنس على 15 نوعًا تم التعرف عليها بواسطة ITIS. ويعترف آخرون بواحد وعشرين نوع. 23 مقيد هنا.